# Махер ал-Асад
Махер ал-Асад (на арабски: ماهر حافظ الأسد) е сирийски генерал и командир на елитната Четвърта бронетанкова дивизия на сирийската армия, която заедно със сирийското военно разузнаване формира ядрото на силите за сигурност на Сирия. Той също така е член на Централния комитет на сирийския регионален клон на партията БААС.
В началото на Сирийската революция някои смятат Махер за втория най-влиятелен човек в Сирия след брат му – президентът Башар ал-Асад. Базата му на влияние обаче не се смята за достатъчно силна, за да се противопостави директно на управлението на Башар. Махер се смята за хардлайнер на режима, който според съобщенията е подкрепял репресиите срещу движението „Дамаска пролет“ и е замесен в докладите на ООН за организиране на убийството на ливанския премиер Рафик Харири.
Махер ръководи бруталното потушаване на сирийските протестиращи в Дераа, което води до обявяването на санкции от САЩ и ЕС срещу него. Той е описан от анализаторите като предпочитащ Иран (за разлика от Русия) като играеща най-голямата роля като основен съюзник на сирийското правителство по време на Гражданската война в Сирия и последвалото следвоенно възстановяване. Това е в контраст с позицията на генерал-майор Сухейл ал-Хасан, командир на 25-та дивизия на силите за специални мисии, който придобива голямо влияние в резултат на дейността си по време на Гражданската война в Сирия, за когото се съобщава, че предпочита Русия. През 2021 г. обаче е съобщено, че Махер е част от фракцията на Баас, която настоява за прекратяване на иранското присъствие в Сирия, за да насърчи регионалното сближаване със съседните арабски страни.
Махер ал-Асад също ръководи операциите на страховитите отряди Шабиха – проасадски алавитски паравоенни формирования, известни с фракционистки атаки срещу сунитски цивилни. Като командир на Четвърта бронирана дивизия той е пряко замесен в операциите по производство, трафик и износ на многомилиардната наркоимперия на Сирия, която пренася най-вече незаконния психостимулант Каптагон.

## Биография

### Ранни години и образование
Махер ал-Асад е роден на 8 декември 1967 г. като най-малкото дете на Аниса Махлуф и Хафез ал-Асад. Той е само на две години, когато баща му става президент на Сирия. Подобно на другите деца в семейство Ал-Асад, той е отгледан с обществено внимание и е обучаван в Сирия.
Завършва средно образование в Академията на свободата и след това учи бизнес администрация в Дамаския университет. Следвайки в университета, той преследва кариера в армията като по-големия си брат Басел. Когато Басел загива в автомобилна катастрофа през 1994 г., Махер е споменат като възможен наследник на баща им, но в крайна сметка наследник става брат им Башар, въпреки че му липсва военен опит и политическа амбиция. Спекулира се, че репутацията на Махер като избухлив човек е повлияла на решението в полза на Башар.

### Бизнес начинания
Махер ал-Асад управлява редица различни бизнес проекти в Ливан с братовчед си Рами Махлуф. Шмуел Бар твърди, че е имало раздяла между тях двамата, защото Махлуф са се притеснявали, че ще бъдат превърнати в изкупителни жертви на антикорупционна пропагандна кампания. Махер за известно време контролира сайта на онлайн медията Cham Press.

#### Пране на пари
На 23 май 2011 г. ЕС налага санкции за предоставяне на финансиране на правителството, което позволява насилие срещу демонстранти по време на гражданската война в Сирия. Според сп. „Форчън“ Махер се е облагодетелствал от операция за пране на пари за милиарди долари в ливанската банка „Ал-Мадина“, която се срива през 2003 г. в началото на войната в Ирак. Ал-Мадина е била използвана за пране на пари от подкупи на иракски служители и техните партньори в незаконното залагане на програмата на ООН „Петрол срещу храни“. Източници твърдят, че сумата, прехвърлена и изпрана чрез Ал-Мадина, възлиза на над 1 млрд, долара, като 25% комисиона отива за сирийски служители и техните ливански съюзници; сред получателите на тези пари е и Махер.
Банковите записи на Ал-Мадина показват, че на офис мениджърът на офиса на Махер, Халид Кадур, е бил прехвърлен безплатно апартамент в Бейрут, оценен на 2,5 млн. долара – прехвърляне, което следователите смятат, че е имало за цел да го постави под контрола на Махер. Цялото досие за срива на банката е в ливанското Министерство на правосъдието, с изключение на ключовите части, които замесват Махер, които все още са в Ливанската централна банка, защото хората се страхуват да не бъдат убити заради това. На 23 юни 2011 г. ЕС налага санкции на мениджъра на офиса на Махер за предоставяне на финансиране на правителството, което позволява насилие срещу демонстранти по време на въстанието в Сирия. Подобни санкции са наложени и на Раиф ал-Куватли, друг бизнес партньор на Махер.

### Военна кариера
След смъртта на брат му Басел през 1994 г. Махер поема командването на бригада в Републиканската гвардия. Времето, прекарано като командир на бригада, му позволява да натрупа ценен военен опит и да изгради лични връзки със своите офицери. След смъртта на баща си през 2000 г. е произведен от майор в подполковник. Впоследствие става командир на Републиканската гвардия, – част от 10 000 души, чиято лоялност се смята за гарантирана от значителния дял от приходите, които получава от петролните полета в района на Дейр ез-Зор, и командир на елитния Четвърти брониран отряд на армията – отдел, който някога е бил отбранителните роти на неговия чичо Рифат ал-Асад.
През юни 2000 г. Махер е избран в Централния комитет на сирийския регионален клон на партията Баас и впоследствие оказва влияние при убеждаването на брат си Башар през първите няколко месеца от неговото управление да сложи край на политическата откритост на Дамаската пролет. Три години по-късно той се среща в Йордания с израелския бизнесмен Ейтан Бенцур, бивш генерален директор на Израелското външно министерство, и предлага да започне отново мирни преговори с Израел без предварителни условия. Предложението е отхвърлено от Ариел Шарон, министър-председателят на Израел.
Махер често се появява публично с брат си Башар и се говори, че е един от най-близките му съветници. Той се конкурира с Асеф Шаукат за влияние в правителството на Асад. Шаукат е женен за сестра му Бушра и е ръководител на военното разузнаване. Махер се противопоставя на брака на Шаукат със сестра му и кара той да бъде арестуван на няколко пъти, за да ги раздели. През октомври 1999 г. се говори, че той е прострелял Шаукат в стомаха по време на спор.  Шаукат оцелява и се говори, че двамата са били в добри отношения. Твърди се, че Башар, Махер и Асеф формират вътрешния кръг на властта в правителството на Асад.
И Шаукат, и Махер са споменати в изтекла чернова на Доклад „Мехлис“ като заподозрени в убийството през 2005 г. на бившия ливански премиер Рафик Харири. Според проектоверсията „един свидетел от сирийски произход, но пребиваващ в Ливан, който твърди, че е работил за сирийските разузнавателни служби в Ливан, е заявил, че приблизително две седмици след приемането на резолюция 1559 на Съвета за сигурност Махер ал-Асад, Асеф Шаукат, Хасан Халил, Бахджат Сюлейман и Джамил ал-Сайед решиха да убият Рафик Харири.“
През 2008 г. Махер отговаря за потушаването на затворнически бунт в Сейд-Ная, където 400 войници са отвлечени от затворниците. Около 25 души от 10 000 затворници са убити по време на репресиите. Групи за защита на човешките права има непотвърдени видеозаписи, които уж показват как Махер прави снимки с мобилния си телефон на разчленените тела на затворници след бунта. Снахата на Махер, Мажд ал-Джадан, която живее в изгнание във Вашингтон, твърди, че лицето на видеозаписа е Махер. През 2016 и 2017 г. има противоречиви доклади относно ранга на Махер, независимо дали е бил бригаден генерал или генерал-майор.
През април 2018 г. е назначен за началник на сирийската елитна 4-та бронирана дивизия, която наблюдава, наред с други неща, дейностите на въоръжената алавитска милиция, известна като Шабиха. Преди това е командир на 42-ри батальон в състава на дивизията.

### Участие в гражданската война в Сирия
От началото на сирийското въстание в средата на март 2011 г. войските на Махер изиграват ключова роля в насилственото потушаване на протестите в южния град Дераа, крайбрежния град Баниас, централната провинция Хомс и северната провинция Идлиб. В. „Лос Анджелис Таймс“ съобщава, че съществуват видеозаписи, за които активисти и наблюдатели твърдят, че показват как Махер лично стреля по невъоръжени протестиращи, които настояват за падането на правителството на Асад в предградието Барзех на Дамаск. Дезертиращи войници под командването на Махер съобщаат, че са получили заповеди от него да използват смъртоносна сила срещу невъоръжени протестиращи. Един дезертирал снайперист съобщава, че по време на протестите в Дераа: „Беше ни наредено да се целим в главата или сърцето от самото начало. Не ни бяха дадени конкретни числа, но ни беше казано да убием колкото е възможно повече, докато има протести.“
Премиерът на Турция Реджеп Таип Ердоган заявява, че действията на Махер по време на сирийското въстание се доближават до дивотия и оказва натиск върху брат му Башар да отстрани Махер от командването на армията и да го изпрати в изгнание. На 27 април 2011 г. Съединените щати налагат санкции на Махер за подпомагане на нарушенията на човешките права в Сирия. Две седмици по-късно, на 10 май 2011 г., ЕС санкционира Махер за това, че е бил главният надзорник на насилието срещу демонстранти по време на въстанието в Сирия. Арабската лига издава списък с деветнадесет сирийски служители, на които е забранено да пътуват до арабските страни и чиито активи са замразени от тези страни. Сред посочените са Махер, неговият братовчед и телекомуникационен магнат Рами Махлуф, както и военни и разузнавателни фигури. На 2 декември 2011 г. на Махер също е наложена забрана за пътуване.
Ролята на Махер става по-значима след убийството на сирийския министър на отбраната, високопоставени служители по сигурността и Асеф Шаукат на 18 юли 2012 г. След четиридневна обсада от опозиционните сили от 18 до 22 юли 2012 г., 4-та бронетанкова дивизия, командвана от Махер, преминава през три контролирани от бунтовниците района на Дамаск.
През август 2012 г. саудитският вестник „Ал-Ватан“ твърди, че Асад е готов да се оттегли и че брат му Махер е загубил краката си при бомбения атентат в Дамаск на 18 юли 2012 г., цитирайки руския заместник външен министър Михаил Богданов. Информацията веднага е опровергана в руски медии. След това всекидневникът пуска аудиозапис от твърдяния разговор, но се твърди, че гласът не е звучал като този на Богданов. Други източници, включително западен дипломат, казват, че са чули, че Махер е загубил крак.
В доклад от юли 2013 г. на проправителствени уебсайтове се посочва, че Махер е командвал войски в театъра на операциите в Халеб и Хомс.

## Противоречия
Като командир както на елитната Републиканска гвардия, така и на Четвърта бронетанкова дивизия, Махер е известен като най-големият главорез в семейство Асад. Той е широко възприеман като твърд лоялист, който довършва мръсната работа за режима.
Доклад на ООН от 2005 г. обвинява Махер, че е лично замесен в убийството на ливанския премиер Рафик Харири. Скандалната Четвърта бронетанкова дивизия на Махер е отговорна за започването на брутални репресии срещу протестиращите в Дераа, убивайки много цивилни, което води до разпространението на антиправителствени демонстрации в цялата страна по време на събитията от Сирийската революция.

### Участие в търговията с Каптагон
Махер играе централна роля в координирането на производството на незаконни лекарства от сирийския режим и трафика им към чужди държави. Йорданският журналист Салах Малкауи казва: „В операцията по контрабанда на лекарства участват командири на милиции, служби за сигурност, военни сили. Лекарствата не могат да достигнат до тези райони, без да преминат през десетки бариери и контролно-пропускателни пунктове, които попадат в Четвъртата дивизия, която е под ръководството на Махер ал-Асад, братът на сирийския президент... Говорих с няколко (контрабандисти). Те са получили военно обучение... използвайки военни тактики... за извършване на сложни нападения.“
През април 2011 г. президентът на Съединените щати Барак Обама издава изпълнителна заповед 13572, блокираща собствеността на Махер ал-Асад по отношение на нарушения на правата на човека и брутално потушаване на протестиращите в Сирия.
През март 2023 г. Съединените щати и Обединеното кралство налагат допълнителни санкции срещу Махер ал-Асад и неговите сътрудници, заедно с други наркобарони, за участието им в сирийската наркоиндустрия и трафика на Каптагон. Министерството на финансите на САЩ обвинява Махер ал-Асад и неговия Четвърти отдел за финансиране на „незаконни схеми за генериране на приходи, които варират от контрабанда на цигари и мобилни телефони до улесняване на производството и трафика на Каптагон".
През април 2023 г. Европейският съюз налага санкции на лица и фирми, свързани с Махер и неговата Четвърта бронетанкова дивизия за военни престъпления, изтезания и подпомагане на незаконната търговия с наркотици в Сирия. Режимът на Асад е определен като основен актьор, който улеснява трафика на Каптагон до европейските пристанища. Документът за санкциите, публикуван от Съвета на Европейския съюз, гласи: „Четвърта бронетанкова дивизия е отговорна за жестоките репресии срещу цивилното население. Четвърта бронетанкова дивизия също печели от военната икономика, особено от трафика на Каптагон. Търговията с Каптагон се превърна в ръководен от режима бизнес модел, обогатявайки вътрешния кръг на режим и оформяйки неговата спасителна линия“.

### Слухове за смърт
На 20 август 2012 г. се появяват слухове, че Махер, който не е бил виждан от атентата в Дамаск на 18 юли 2012 г., е починал от нараняванията си, след като RT съобщава, че висш сирийски военен е починал в болница в Москва. След публикуването на доклада сирийските държавни медии отричат това да е вярно. Член на проопозиционния Сирийски национален съвет, Мохамад Махзех, заявява, че той и други членове са 100% сигурни, че е вярно и че Махер е сирийският военен служител, който е починал в Москва.
Въпреки това на 10 октомври 2012 г. Абдула Омар, избягал сирийски журналист, казва пред Си Ен Ен, че Махер е бил лекуван в Русия, но се е върнал в президентския дворец, където Ал-Омар казва, че той е загубил левия си крак при бомбардировката, а също и използването на лявата си ръка.
Снимка на Махер Ал-Асад с певеца Джордж Васуф от юни 2014 г. е публикувана от ливански телевизионен водещ, потвърждавайки, че той е жив.

### Международна заповед за арест
На 15 ноември 2023 г. Франция издава заповед за арест на Махер Ал-Асад по обвинения в съучастие в престъпления срещу човечеството и съучастие във военни престъпления. Обвиненията са свързани с химическите атаки в град Дума и област Източна Гута през август 2013 г., при които загиват повече от 1000 души.

## Личен живот
Махер е женен за Манал ал-Джадан, сунитка, от която има две дъщери и един син. Бракът му със сунитка, като този на брат му Башар, укрепва бизнес връзките му със сунитския елит. Според американския новинарски уебсайт „Глобал Пост“ Махер е считан от онези, които го познават, за твърде избухлив, за да бъде ефективен владетел.